# Padbruggea
Padbruggea là một chi thực vật có hoa trong họ Đậu, được Friedrich Anton Wilhelm Miquel thiết lập năm 1855.

## Từ nguyên
Tên của chi để vinh danh Robert Padbrugge, tổng trấn Amboina (nay là đảo Ambon, Indonesia) giai đoạn 1682-1687 thuộc Công ty Đông Ấn Hà Lan, người bảo trợ cho nhà thực vật học người Hà Lan gốc Đức Georg Eberhard Rumphius (1627-1702), tác giả sách Herbarium Amboinense.

## Mô tả
Dây leo bò trườn cao 15–25 m. Thân cây màu xanh lục sẫm trở thành nâu, thon búp măng, rậm lông tơ màu nâu khi còn non, sau trở thành nhẵn nhụi. Lá 9–19 lá chét, thường xanh, lông tơ mặt trên và mặt dưới khi non, trở thành nhẵn nhụi hoặc thưa lông tơ khi lớn, lá kép lẻ, trục cuống lá dài 10–30 cm. Lá kèm dài 1–8 mm, hình trứng hoặc hình mác, sớm rụng, có lông tơ hoặc lông lụa ở mặt ngoài, mặt trong nhẵn nhụi. Lá kèm con dài 1–3 mm, hình chỉ, nhẵn nhụi hoặc có lông cứng (không có ở P. filipes). Lá chét 5–12 × 2–3 cm, thuôn dài, hình trứng hoặc hình elip, đỉnh nhọn hoặc nhọn thon, mép nhẵn nhụi hoặc có lông rung, đáy thuôn tròn hoặc tù. Cụm hoa mọc thẳng ở đầu cành, đôi khi là chùy hoa có lá hoặc mọc ở thân cây, dài 7–35 cm, cuống cụm hoa màu trắng bạc hoặc nâu. Hoa dài 13–25 mm, xuất hiện tháng 4-6 (tháng 7-8 ở P. filipes). Lá bắc hoa dài 5–25 mm, thẳng-hình mác, hình trứng hoặc hình chén, đỉnh nhọn đến nhọn thon, rậm lông tơ ở mặt ngoài và mặt trong, mép có lông rung, màu xanh lục (hồng hoặc tía ở P. filipes), sớm rụng. Lá bắc con dài 3–6 mm, hình mác hẹp, sớm rụng (thẳng, dài 1 mm ở P. filipes). Cuống hoa dài 4–7 mm, rậm lông tơ (dài 15–25 mm, lông lụa ở P. filipes). Đài hoa 4–5 × 5 mm, hình chuông, màu xanh lục hoặc tía, mặt ngoài có lông lụa, mặt trong nhẵn nhụi, 5 thùy, răng nhọn dài 1–6 mm, mép có lông rung. Cánh cờ 14–25 × 14–22 mm, hình tròn, mặt trong màu tím hoa cà hoặc ánh hồng, ống dẫn mật màu vàng, lưng cánh cờ có lông tơ, đỉnh có khía, các thể chai dạng gờ (dạng nhú ở P. filipes). Các cánh bên 13–20 × 8–11 mm, màu tím hoặc ánh hồng, hơi cong hình lưỡi liềm, nhẵn nhụi, dài xấp xỉ cánh lưng, hình elip, đỉnh thuôn tròn, vuốt ở đáy dài 4–5 mm. Cánh lưng 10–15 × 3–10 mm, màu trắng, rậm lông dọc theo mép dưới mặt ngoài (nhẵn nhụi ở P. filipes); hình thuyền, vuốt dài 3–10 mm, đỉnh nhọn hoặc thuôn tròn. Nhị hoa hai bó, 9 nhị hợp nhất với nhau, nhị cờ rời, tất cả đều cong lên trên ở đỉnh, nhẵn nhụi. Bầu nhụy rậm lông tơ hoặc lông lụa, vòi nhụy dài 3–4 mm, nhẵn nhụi, có búi ở đáy, cong lên trên ở đỉnh, đầu nhụy có mạch hỗ. Quả đậu 10–25 × 5–11 cm, phồng lên, hình trứng ngược, hình hộp nén ép hoặc thuôn dài, nứt, bề mặt từ có rãnh thô ráp tới nhăn nheo, có lông nhung, gần như tạo vách ngăn. Hạt 1–2, hình elip-hình trứng hoặc hình phỏng cầu thon, 50–80 × 40–45 × 30–45 mm, rốn hạt hình đai, dài 16–36 mm.

## Các loài
Plants of the World Online hiện công nhận 3 loài như sau:
- Padbruggea dasyphylla Miq., 1855. Phân bố: Indonesia (Kalimantan, Java, Sumatra), Malaysia (Borneo, bán đảo Mã Lai), Thái Lan, Việt Nam.
- Padbruggea filipes (Dunn) Craib, 1928. Phân bố: Lào, Myanmar, Thái Lan, Trung Quốc (Quảng Tây, Vân Nam), Việt Nam.
- Padbruggea maingayi (Baker) Dunn, 1911. Phân bố: Indonesia (Java), Malaysia (bán đảo Mã Lai), Singapore.

## Phát sinh chủng loài
Có quan hệ họ hàng gần với Austrocallerya và Wisteria.